# Niederarnsdorf
Niederarnsdorf ist ein Ortsteil von Nobitz im Landkreis Altenburger Land in Thüringen. Der Ort wurde am 1. Juli 1950 nach Ziegelheim eingemeindet, mit welchem er am 6. Juli 2018 zur Gemeinde Nobitz kam. Aufgrund der historischen Zugehörigkeit zur Grundherrschaft Ziegelheim gehörte Niederarnsdorf bis 1952 zu Sachsen.

## Geographie

### Lage und Verkehr
Die Flur von Niederarnsdorf liegt im Altenburger überlössten Hügelland südlich des Leinawalds. Die Bundesstraße 180 tangiert den Raum. Mit den Kreisstraßen 202 und 203 wird die Gemeinde verkehrsmäßig erschlossen. Die historische Zugehörigkeit und Landesgrenze zu Sachsen ist heute nur noch in der Zugehörigkeit des Orts zur Kirchgemeinde Waldenburg im Kirchenbezirk Zwickau der Evangelisch-Lutherischen Landeskirche Sachsens sichtbar.

### Nachbarorte
| Ehrenhain    | Nirkendorf                                  |              |
|              | Kompassrose, die auf Nachbargemeinden zeigt | Uhlmannsdorf |
| Oberarnsdorf |                                             | Ziegelheim   |

## Geschichte

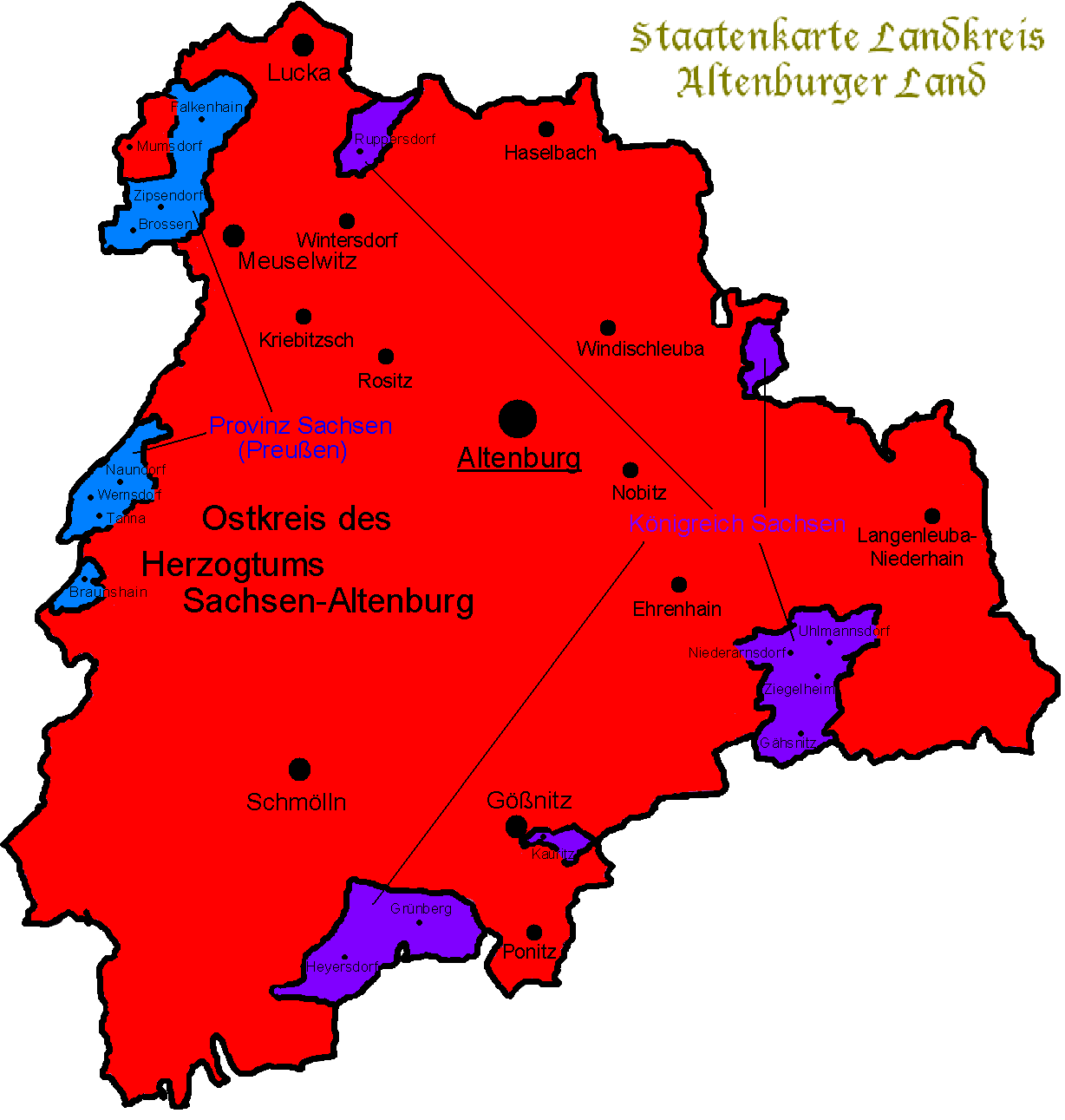
Lage der sächsischen Grundherrschaft Ziegelheim im Süden des Altenburger Lands

In den Jahren 1181 bis 1214 wurde das Dorf erstmals urkundlich erwähnt. Im Gegensatz zum Nachbarort Oberarnsdorf, das durch das Kreisamt Altenburg im Herzogtum Sachsen-Altenburg verwaltet wurde, lag Niederarnsdorf im Norden der Grundherrschaft Ziegelheim, die als sächsisches Lehen im Besitz der Herren von Schönburg war. Auch kirchlich gehörte Niederarnsdorf seit jeher zu Ziegelheim. Nach 1813 wurde das Patrimonialgericht Ziegelheim durch das schönburgische Justizamt Remse verwaltet. Zwischen dem Königreich Sachsen und dem Haus Schönburg erfolgte im Jahr 1835 eine Neuordnung ihres Verhältnisses. Dabei wurden die unter sächsischer Lehnsherrschaft stehenden schönburg-waldenburgischen Gebiete wie die Herrschaft Remse und die Grundherrschaft Ziegelheim unter die Verwaltung des königlich-sächsischen Amts Zwickau gestellt. Am 25. September 1856 wurden die gerichtlichen Befugnisse der Grundherrschaft Ziegelheim wie auch die der Herrschaft Remse an den sächsischen Staat abgetreten. Niederarnsdorf wurde seitdem bis zur Neuordnung der Verwaltung im Königreich Sachsen im Jahr 1875 durch das Gerichtsamt Remse verwaltet. Ab 1875 gehörten die Orte der einstigen Grundherrschaft Ziegelheim zunächst zur Amtshauptmannschaft Zwickau. Nachdem auf dem Gebiet der Rezessherrschaften Schönburg im Jahr 1878 eine Verwaltungsreform durchgeführt wurde, kamen sie mit dem gesamten ehemaligen Gerichtsamtsbezirk Remse im Jahr 1880 zur neu gegründeten sächsischen Amtshauptmannschaft Glauchau. Niederarnsdorf gehörte ab 1918 zum Freistaat Sachsen.
Im Gegensatz zu den drei Orten Frohnsdorf, Heiersdorf und Gähsnitz/Jesenitz der einstigen Grundherrschaft Ziegelheim, die bis 1928 zwischen Sachsen und Thüringen geteilt waren, verblieb das komplett sächsische Niederarnsdorf von dem im Jahr 1928 erfolgten Gebietsaustausch und der Grenzbereinigung zwischen dem Freistaat Sachsen und dem Land Thüringen unberührt.
Am 1. Juli 1950 erfolgte die Eingemeindung nach Ziegelheim. Bei der zweiten Kreisreform in der DDR wurden 1952 die bestehenden Länder aufgelöst und die Landkreise neu zugeschnitten. Somit kamen die bisher sächsischen Gemeinden Ziegelheim und Gähsnitz mit dem Kreis Altenburg, der aus seinem historisch zu Thüringen gehörigen Umfeld herausgelöst wurde, an den Bezirk Leipzig. Als Ortsteil der Gemeinde Ziegelheim gehörte Niederarnsdorf seit 1990 zum thüringischen Landkreis Altenburg, der 1994 im Landkreis Altenburger Land aufging. Im Jahr 2012 wohnten 60 Personen im Ortsteil. Am 6. Juli 2018 wurde die Gemeinde Ziegelheim nach Nobitz eingemeindet, wodurch Niederarnsdorf zu einem Ortsteil der Gemeinde Nobitz wurde.